# Keith Coogan
Pour les articles homonymes, voir Coogan.
Keith Coogan, de son vrai nom Keith Eric Mitchell, est un acteur américain né le 13 janvier 1970 à Palm Springs en Californie. Il est le petit-fils de Jackie Coogan.

## Filmographie sélective

### Cinéma
- 1981 : Rox et Rouky (The Fox and the Hound) de Ted Berman, Richard Rich et Art Stevens (voix)
- 1987 : Nuit de folie (Adventures in Babysitting) de Chris Columbus
- 1989 : Cousins de Joel Schumacher
- 1990 : Elles craquent toutes sauf une (Book of Love) de Robert Shaye
- 1991 : Panique chez les Crandell (Don't Tell Mom the Babysitter's Dead) de Stephen Herek
- 1991 : L'École des héros (Toy Soldiers) de Daniel Petrie Jr.
- 2019 : Jay and Silent Bob Reboot de Kevin Smith

### Télévision

#### Série télévisée
- 1981 : La Petite Maison dans la prairie (The Little House on the Prairie) : Timothy Warren (saison 7, épisode 15 : La Fête)

#### Téléfilms
- 1981 : Norma Rae, téléfilm américain d'Edward Parone : Craig Webster
- 1982 : Un vrai petit ange (The Kid with the Broken Halo)) de Leslie H. Martinson
- 2000 : Python de Richard Clabaugh
- 2018 : A Tale of Two Coreys de Steven Huffaker : Marty